# Serie de misiles tierra-aire QW
La Serie de misiles tierra-aire QW es una serie de misiles de defensa antiaérea superficie-aire producidos por la República Popular China, entre ellos cabe mencionar al QW-1 Vanguard, un sistema de defensa aérea portátil (MANPADS) a partir del cual se ha desarrollado la serie de misiles QW.

## QW-1
Fue muestrado públicamente por primera vez en el Salón Aeronáutico de Farnborough de 1994 como el sucesor de la serie de misiles MANPADS HN-5 Hóng Yīng.

### Descripción
El misil es la versión china del sistema de misiles 9K38 Igla soviético e incorpora algunas características del misil FIM-92 Stinger. Según muchas fuentes internas y medios de comunicación chinos y algunas fuentes fuera de China, el gobierno chino obtuvo las muestras de los sistemas de misiles soviéticos a través del gobierno de Zaire y de la guerrilla UNITA, así como varios misiles capturados 9K310 Igla por parte de las fuerzas gubernamentales de Angola. El misil es operado por un equipo de dos hombres. Una vez que se detecta visualmente a un objetivo, el asistente de lanzamiento selecciona el sitio de lanzamiento y quita las tapas de los extremos de la parte frontal y la parte posterior del lanzador. El artillero entonces presiona el gatillo, el cual activa la batería electrónica y abre la botella de refrigerante, enfriando el buscador a la temperatura óptima de funcionamiento.
El artillero sigue el objetivo visualmente, hasta que el misil queda fijado en el blanco, esto último se indica mediante una luz intermitente y un tono de audio. El artillero se encuentra en una posición de disparo ventajosa y presiona el gatillo disparador, este gesto activa la sección de refuerzo del misil, el misil es proyectado a una distancia segura del 
operador, antes de que se active el motor de encendido del cohete. El misil es guiado por un sistema de navegación aérea inercial, hacia el punto de impacto 
aproximado, antes de cambiar a un sistema de guiado terminal que dirige al misil hacia los puntos más vulnerables del blanco objetivo.

### Variante Exterior
- Pakistán ha producido un misil, el Anza Mk II, que se cree que incorpora los componentes del QW-1 Vanguard. La República Islámica de Irán también ha desarrollado su propia versión del misil QW-1 Vanguard, bajo el nombre Misagh-1 y su posterior evolución, el Misagh-2, actualmente ambos misiles forman parte de la serie QW. La naturaleza exacta de las modificaciones del diseño iraní se desconocen, pero diversas fuentes han afirmado que el alcance y la velocidad del misil Misagh-2 han sido mejorados en 5 km de distancia, y en 800 metros por segundo de velocidad.

## QW-1M
El QW-1M es un desarrollo del QW-1, y fue mostrado por primera vez en el Salón Aeronáutico de Zhuhai. El sistema de defensa aérea portátil se considera como un misil chino de tercera generación del tipo MANPADS, muchas fuentes y medios de comunicación chinos afirman que es el equivalente chino del misil soviético SA-18, ya ambos misiles se parecen mucho. Al igual que su predecesor el QW-1, el QW-1M también apareció para incorporar las tecnologías del sistema FIM-92 Stinger. Diversas fuentes occidentales sospechan que China probablemente ha obtenido muestras del misil nortamericano Stinger FIM-92, ya sea de la guerrilla afgana, o de Pakistán, o incluso de Irán, pero tales afirmaciones aún no se han confirmado. El misil es ligeramente más pesado que el QW-1, con un peso de 18 kg de todo el sistema, y  se asegura que tiene una mejor capacidad ECCM y una mejor capacidad de disparo de misiles que vuelan bajo en comparación con el QW-1.

## QW-1A
El QW-1A es un derivado del QW-1M, con la adaptación de los sistemas portátiles de radar, con un peso de 30 kg y un alcance de 15 km. El marcado de objetivos se realiza por el observador. El sistema de control de fuego permite asociar varias unidades QW-1A relacionadas, y por lo tanto aumenta la eficacia del sistema, mediante la formación de una red de defensa aérea integrada que puede integrarse en red de defensa aérea mayor. La eficacia global del sistema QW-1A es reclamada por muchas fuentes y medios de comunicación chinos en la red Internet que afirman que el sistema puede ser igual o incluso mejor que los misiles estadounidenses FIM-92 Stinger. Aunque la totalidad del sistema QW-1A, incluyendo el radar y el sistema de control de tiro, puede ser llevado por un equipo formado por dos hombres, habitualmente es instalado en vehículos.

## QW-2
El QW-2 es un misil con capacidad de ataque todo tiempo y tiene una mejor 
capacidad para hacer frente a las contramedidas electrónicas (ECM). Hay varios dispositivos electrónicos instalados en el QW-2, el sistema usa una banda buscadora infrarroja pasiva dual y un cuenta con un buscador de imágenes infrarrojas. La espoleta es similar a la del QW-18. La altura mínima se redujo a 10 metros, lo que mejora aún más la capacidad contra misiles de crucero y helicópteros enemigos que vuelan bajo. El QW-2 es considerado por muchas fuentes internas y medios de comunicación chinos como el equivalente chino del misil estadounidense FIM-92 Stinger.
- Características del misil:
  - Alcance: 0.5 - 6 km.
  - Velocidad:> 600 m/s.
  - Diámetro: 72 mm.
  - Longitud: 1,59 m.
  - Peso de la carga explosiva: 1,42 kg.
  - Peso del misil: 11,32 kg.
  - Peso del sistema: 18 kg.
  - Altura mínima y máxima: 10 m - 3.5 km.

Variante Exterior:
- Bangladés y Pakistán han producido bajo licencia el misil QW-2, usando el nombre Anza Mk. III.

## QW-3

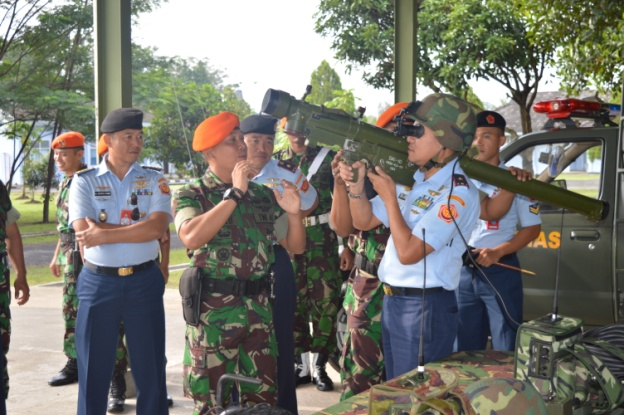
Comandante del Primer Comando del Sector de Defensa Aérea probando un MANPADS QW-3 durante una visita para inspeccionar el Destacamento de Defensa Aérea.

El QW-3 utiliza un sistema de guiado semiactivo.

## QW-11
El QW-11 es un desarrollo de la familia QW que está diseñado específicamente para abatir misiles de crucero en vuelo rasante volando pegados al terreno, mientras que conserva la capacidad de interceptación de aeronaves que vuelan
bajo. El QW-11 fue revelado por primera vez en el Air Show de Zhuhai en 2002, y muchos medios de comunicación nacionales chinos afirman que es por lo menos igual, y posiblemente mejor que FIM-92 Stinger. El misil cuenta un detonador de contacto y una espoleta de proximidad, que se ha desarrollado para ofrecer una mejor capacidad contra los misiles de crucero enemigos.
- Características:
  - Longitud: 1.477 m
  - Peso del misil: 10,69 kg
  - Peso del sistema: 16,9 kg
  - Peso de la cabeza explosiva: 1,42 kg
  - Rango: 0.5 - 5000 m
  - Altitud: 30 m - 4 km
  - Tiempo de reacción: 10 s

## QW-11G
El QW-11G es una versión mejorada del QW-11 que cuenta con una mayor capacidad contra las contramedidas electrónicas (ECM), el sistema fue mostrado en la Feria Aeronáutica de Zhuai, junto con el QW-11 en 2002, muchos medios de comunicación nacionales chinos afirman que es el equivalente chino del misil FIM-92 Stinger estadounidense, en términos de eficacia de combate en general. La variante G es una versión mejorada. El QW-11G no tiene unas dimensiones distintas a las modelo QW-11, de hecho, el misil puede ser disparado desde la misma lanzadera que la versión estándar del QW-11.

## QW-12
El misil tiene un sistema de guiado láser y cuenta con una espoleta de proximidad. El QW-12 fue presentado en noviembre de 2014.

## QW-18
QW-18 es el desarrollo de la QW-11G con una mejora de buscador. QW-18 apareció por primera vez en el Salón Aeronáutico de Zhuai con QW-11 y QW-11G en 2002, muchos medios de comunicación nacionales chinos afirman 
que es el equivalente chino de la FIM-92D. Un buscador infrarrojo de 
banda dual mejorada se desarrolla de modo que el objetivo no sólo se 
realiza un seguimiento a través del calor del escape, sino también la 
diferencia de temperatura de la piel de la diana. Estas mejoras 
proporcionan una mejor capacidad contra misiles de crucero 
terreno-abrazando a velocidad supersónica. Externamente, QW-18 es 
idéntica a la QW-11G/QW-11.